# Арехис II (князь Беневенто)
Арехис II (лат. Arechis II, итал. Arechi II; умер 26 августа 787) — сначала герцог Беневенто (758—774), затем князь Беневенто (774—787) из рода Гаузы.

## Биография

### Правление
В 758 году король лангобардов Дезидерий подавил мятеж герцогов Лиутпранда Беневентского и Альбоина Сполетского, и назначил Арехиса II новым герцогом Беневенто. Дезидерий также женил Арехиса на своей дочери Адельперге.
В 774 году после занятия Павии войсками Карла Великого Арехис провозгласил себя независимым правителем и присвоил себе титул князя («princeps»). Затем он принял ряд мер, чтобы возвысить своё положение. В частности, приказал своим епископам помазать его на царство, стал облекаться в порфиру, подобно византийским императорам, принимать иностранных послов, сидя на золотом троне. Арехис стал издавать свои эдикты, помечая их, как королевские: «Издан в нашем священном дворце». Таким образом он намеревался, по-видимому, создать в Южной Италии новое лангобардское королевство.
|                               |
| Крепость Арехиса II в Салерно |

Арехис старался украсить Беневенто новыми храмами. Главным его сооружением была церковь святой Софии. Он также собирал в Беневенто мощи святых и мучеников, которые выискивал по всей Южной Италии. Желая иметь в своём княжестве хорошо защищённую крепость на случай войны с франками, Арехис построил укрепления в Салерно и сделал из этого некогда маленького селения свою вторую столицу, укрепив её мощными стенами, построив там для себя новый дворец и перенеся туда свои сокровища. Арехис также сделал главным монастырям Южной Италии, в частности Монтекассино, крупные пожертвования.
Вскоре между Арехисом, Хродгаудом, Гильдепрандом Сполетским, Регинальдом и Адельхизом, сыном короля Дезидерия, был заключён союз, в который был также посвящён архиепископ Равенны Лев I. Они решили в марте 776 года совершить нападение на папскую область одновременно со всех сторон. Узнав об их планах, папа Адриан I написал Карлу Великому письмо, в котором призвал его устранить угрожающую опасность. Карл двинулся в Италию, но ограничился тем, что совершил быстрый поход на Тревизо и Фриуль и разбил Хродгауда, устранив угрозу папским владениям с северной стороны.
Арехис тем временем заключил союзный договор с Гаэтой и Террачиной с целью совершения набегов на римскую Кампанию. Сначала папа готов был идти на уступки и предлагал им договориться, но его мирные предложения были отвергнуты. После этого он соединив войска, которыми располагала церковь, с отрядами франкских графов, стал сам защищать свои владения и достиг в этом успеха. Затем он перешёл в наступление и взял Террачину, но вскоре город был снова отбит неаполитанцами, заставившими его гарнизон врасплох.
В своих письмах Адриан убеждал Карла Великого созвать военные отряды Тосканы и Сполето, и направить их не позднее августа в Рим, затем приступить вновь к завоеванию Террачины, а также подчинить Гаэту и Неаполь. Папа Адриан также жаловался Карлу на то, что Арехис мешал заключению мирного договора с Неаполем, принимал у себя ежедневно послов византийского патриция и, чтобы начать крупномасштабное нападение на владения папы, ждал высадки Адельхиза, который должен был прибыть с византийской эскадрой. Опасения папы имели под собой вполне реальную почву, так как Адельхиз в то время находился в Константинополе и хлопотал об отправке в Италию военной экспедиции, которая должна была встретить широкую поддержку в Южной Италии.
Эти обстоятельства заставили Карла снова отправиться в Италию. В сопровождении жены и сыновей он прибыл в Павию на Рождество 780 года, а на Пасху следующего года был уже в Риме. От похода на Беневенто он отказался, поскольку Арехис в то время признал сюзеренитет короля франков. Однако вскоре, после ухода Карла, снова начал тревожить римского папу своими отношениями с Византией.
Осенью 786 года Карл вновь отправился в Италию и весной 787 года прибыл в Рим. В этот раз он, внимая просьбам папы Адриана и принимая в расчёт свои собственные интересы, как правителя Италии, решил отправиться в поход против Беневентского княжества. Арехис в это время был занят войной с Неаполитанским герцогством. Поэтому он попытался отговорить Карла Великого от похода и послал в Рим своего старшего сына Ромуальда с подарками. Король удержал его при себе, но его армия продолжила наступление и вскоре заняла Капую. Арехис отступил к Салерно, но видя невозможность продолжать длительную борьбу против Карла, он заключил при посредничестве своих епископов мирный договор. Согласно этому договору он обязался ежегодно выплачивать франкам дань в 7000 золотых солидов и выдать в качестве заложника своего второго сына Гримоальда.
Из писем папы Адриана I к Карлу Великому видно, что ему были уступлены многие города Беневентского княжества. В таком качестве он вполне определенно упоминает о древнем, хорошо известном городе Капуе. Также папе были уступлены Теано, Сора, Арче, Аквино и Арпино. Однако не доказано, что папа действительно вступил в обладание этими городами. По словам самого Адриана, послы Карла передали ему только монастыри, епископские постройки и принадлежавшие государству колонии (curtes publicae). Затем они вручили папе ключи от вышеназванных городов, но при этом предупредили его, что он не должен считать жителей этих городов своими подданными.
Эти новые приобретения папы оказались, однако, фиктивными, так как Арехис с удалением Карла из Италии нарушил свою клятву вассала и снова вступил в союз с Адельхизом и опять стал искать поддержки у византийского императора Константина VI.
Обо всём этом доносил Карлу Великому папа Адриан, уверяя его, что Арехис прилагает все старания к тому, чтобы получить от Византии сан патрикия и Неаполитанское герцогство, что он обещает со своей стороны признать верховную власть византийского императора и намерен перенять у греков их одежду и причёску. Далее он сообщал, что император будто бы уже отправил в Сицилию двух спатаров, которые должны объявить Арехиса патрицием и с этой целью везут с собой вышитые золотом одеяния, меч, гребень, ножницы и грамоту на сан патриция. «Житие Филарета Милостивого» сообщает также о существовавшем проекте брака между Арехисом и сестрой императрицы Марии Амнийской, жены Константина VI.
Однако неожиданная смерть князя помешала осуществлению всех этих планов. Арехис скончался 26 августа 787 года, так и не дождавшись прибытия посольства из Византии. Его старший сын Ромуальд скончался на месяц раньше. Поэтому княжеский титул унаследовал второй сын Арехиса Гримоальд, который в тот момент находился в заложниках у франков.

### Брак и дети
Жена: Адельперга, дочь Дезидерия, короля лангобардов. Дети:
- Ромуальд (761/762—21 июля 787)
- Гримоальд III (ранее 773 — апрель 806), князь Беневенто с 787 года
- Гизульф (умер ранее 806)
- Теодерада (умерла после февраля 788)
- Адельхиза (после 773 — после ноября 817), аббатиса Сан-Сальваторе-д’Алифе